# Opatrum sabulosum
Opatrum sabulosum (Linnaeus, 1761) è un coleottero della famiglia dei Tenebrionidi.

## Descrizione

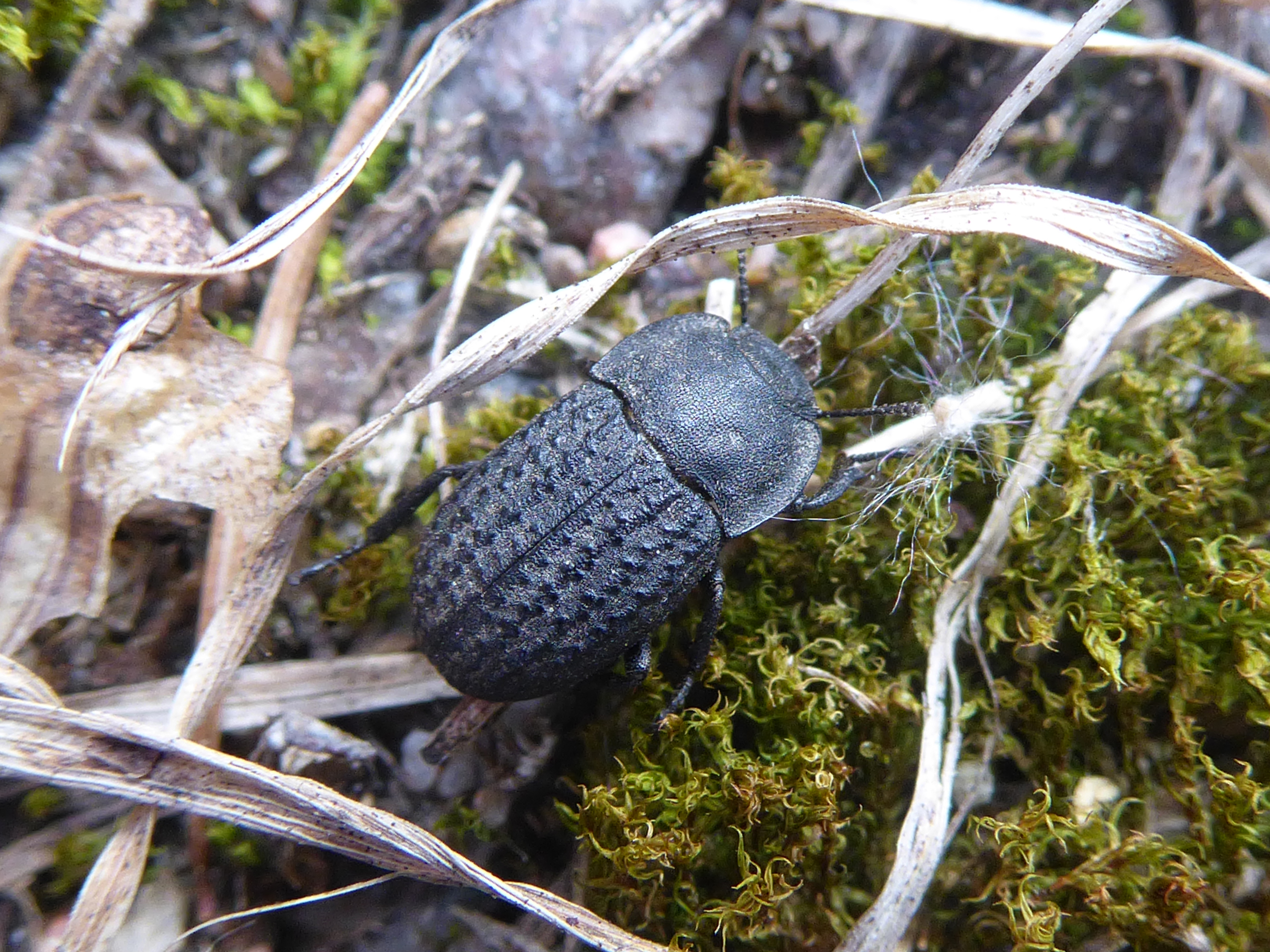
Esemplare fotografato in località Paludi a Segonzano (Trentino-Alto Adige)

È un tenebrionide di forma schiacciata, lungo ra i 7 e i 10 mm, di colore opaco grigio o brunastro: le elitre sono percorse longitudinalmente da sottili costolature più scure e da file di piccoli tubercoli. Le antenne sono leggermente più spesse verso l'apice.

## Biologia
È un insetto fitofago, che si nutre, sia allo stadio larvale, sia in quello adulto, di parti aeree e sotterranee di varie specie di piante; il ciclo vitale dura circa due anni.

## Distribuzione
La specie è ben documentata in gran parte dell'Europa centrale tra la Francia e la Polonia incluso l'arco alpino, nelle parti meridionali della Scandinavia e nelle isole britanniche e, con meno attestazioni, è presente anche nei Balcani, in Turchia e Caucaso e nella Russia europea e asiatica. Predilige gli habitat secchi e sabbiosi.

## Tassonomia
La specie include le seguenti sottospecie:
- Opatrum sabulosum subsp. lucifugum Kuster, 1849
- Opatrum sabulosum subsp. pyrenaeum Espaol, 1963
- Opatrum sabulosum subsp. sabulosum (Linnaeus, 1761)
- Opatrum sabulosum subsp. sculptum Mulsant, 1854